# Abstrakte Fabrik
Die abstrakte Fabrik (englisch abstract factory, kit) ist ein Entwurfsmuster aus dem Bereich der Softwareentwicklung, das zur Kategorie der Erzeugungsmuster (englisch creational patterns) gehört. Es definiert eine Schnittstelle zur Erzeugung einer Familie von Objekten, wobei die konkreten Klassen der zu instanziierenden Objekte nicht näher festgelegt werden. Das Muster ist eines der Entwurfsmuster, die von der sogenannten Viererbande (GoF) publiziert wurden.

## Verwendung
Die abstrakte Fabrik wird angewendet, wenn
- ein System unabhängig von der Art der Erzeugung seiner Produkte arbeiten soll,
- ein System mit einer oder mehreren Produktfamilien konfiguriert werden soll,
- eine Gruppe von Produkten erzeugt und gemeinsam genutzt werden soll oder
- wenn in einer Klassenbibliothek die Schnittstellen von Produkten ohne deren Implementierung bereitgestellt werden sollen.

Eine typische Anwendung ist die Erstellung einer grafischen Benutzeroberfläche mit unterschiedlichen Oberflächenmotiven.
Eine abstrakte Fabrik vereinigt die Verantwortlichkeiten „Zusammenfassung der Objektgenerierung an einer Stelle“ und „Möglichkeit zu abstrakten Konstruktoren“ (siehe auch unten unter „Verwandte Entwurfsmuster“).

### Akteure
AbstrakteFabrikdefiniert eine Schnittstelle zur Erzeugung abstrakter Produkte einer Produktfamilie
KonkreteFabrikerzeugt konkrete Produkte einer Produktfamilie durch Implementierung der Schnittstelle
AbstraktesProduktdefiniert eine Schnittstelle für eine Produktart
KonkretesProduktdefiniert ein konkretes Produkt einer Produktart durch Implementierung der Schnittstelle, wird durch die korrespondierende konkrete Fabrik erzeugt
Klientverwendet die Schnittstellen der abstrakten Fabrik und der abstrakten Produkte

### Vorteile
- Der Klient ist von konkreten Klassen isoliert.[2]
- Der Austausch von Produktfamilien ist auf einfache Art und Weise möglich.

### Nachteile
Neue Produktarten lassen sich schwer hinzufügen, da in allen konkreten Fabriken Änderungen vorzunehmen sind.

### Verwendung in der Analyse
Wegen der gemeinsamen Komplexität der beiden wesentlichen Verantwortungen („Zusammenfassung der Objektgenerierung an einer Stelle“ und „Möglichkeit zu abstrakten Konstruktoren“) ist dieses Entwurfsmuster für die Analyse praktisch irrelevant.

## Beispiele

### C++
Diese C++11 Implementierung basiert auf dem vor C++98 Beispielcode im Buch Entwurfsmuster.
```
#include
 
<iostream>

enum
 
Richtung
 
{
Norden
,
 
Sueden
,
 
Osten
,
 
Westen
};

class
 
KartenEintrag
 
{

public
:

  
virtual
 
void
 
betrete
()
 
=
 
0
;

  
virtual
 
~
KartenEintrag
()
 
=
 
default
;

};

class
 
Raum
 
:
 
public
 
KartenEintrag
 
{

public
:

  
Raum
()
 
:
raumNr
(
0
)
 
{}

  
Raum
(
int
 
n
)
 
:
raumNr
(
n
)
 
{}

  
void
 
setSeite
(
Richtung
 
d
,
 
KartenEintrag
*
 
ms
)
 
{

    
std
::
cout
 
<<
 
"Raum::setSeite "
 
<<
 
d
 
<<
 
' '
 
<<
 
ms
 
<<
 
'\n'
;

  
}

  
virtual
 
void
 
betrete
()
 
{}

  
Raum
(
const
 
Raum
&
)
 
=
 
delete
;
 
// Dreierregel

  
Raum
&
 
operator
=
(
const
 
Raum
&
)
 
=
 
delete
;

private
:

  
int
 
raumNr
;

};

class
 
Wand
 
:
 
public
 
KartenEintrag
 
{

public
:

  
Wand
()
 
{}

  
virtual
 
void
 
betrete
()
 
{}

};

class
 
Tuer
 
:
 
public
 
KartenEintrag
 
{

public
:

  
Tuer
(
Raum
*
 
r1
 
=
 
nullptr
,
 
Raum
*
 
r2
 
=
 
nullptr
)

    
:
raum1
(
r1
),
 
raum2
(
r2
)
 
{}

  
virtual
 
void
 
betrete
()
 
{}

  
Tuer
(
const
 
Tuer
&
)
 
=
 
delete
;
 
// Dreierregel

  
Tuer
&
 
operator
=
(
const
 
Tuer
&
)
 
=
 
delete
;

private
:

  
Raum
*
 
raum1
;

  
Raum
*
 
raum2
;

};

class
 
Labyrinth
 
{

public
:

  
void
 
fuegeRaumHinzu
(
Raum
*
 
r
)
 
{

    
std
::
cout
 
<<
 
"Labyrinth::fuegeRaumHinzu "
 
<<
 
r
 
<<
 
'\n'
;

  
}

  
Raum
*
 
raumNr
(
int
)
 
const
 
{

    
return
 
nullptr
;

  
}

};

class
 
LabyrinthFabrik
 
{

public
:

  
LabyrinthFabrik
()
 
=
 
default
;

  
virtual
 
~
LabyrinthFabrik
()
 
=
 
default
;

  
virtual
 
Labyrinth
*
 
erzeugeLabyrinth
()
 
const
 
{

    
return
 
new
 
Labyrinth
;

  
}

  
virtual
 
Wand
*
 
erzeugeWand
()
 
const
 
{

    
return
 
new
 
Wand
;

  
}

  
virtual
 
Raum
*
 
erzeugeRaum
(
int
 
n
)
 
const
 
{

    
return
 
new
 
Raum
(
n
);

  
}

  
virtual
 
Tuer
*
 
erzeugeTuer
(
Raum
*
 
r1
,
 
Raum
*
 
r2
)
 
const
 
{

    
return
 
new
 
Tuer
(
r1
,
 
r2
);

  
}

};

// Wenn baueLabyrinth ein Objekt als Parameter erhält, das zum Erzeugen von Räumen, Wänden und Türen verwendet wird, dann können Sie die Klassen von Räumen, Wänden und Türen durch das Hereinreichen verschiedener Parameter verändern. Dies ist ein Beispiel für das Abstrakte-Fabrik-Muster (107).

class
 
LabyrinthSpiel
 
{

public
:

  
Labyrinth
*
 
baueLabyrinth
(
LabyrinthFabrik
&
 
fabrik
)
 
{

    
Labyrinth
*
 
einLabyrinth
 
=
 
fabrik
.
erzeugeLabyrinth
();

    
Raum
*
 
r1
 
=
 
fabrik
.
erzeugeRaum
(
1
);

    
Raum
*
 
r2
 
=
 
fabrik
.
erzeugeRaum
(
2
);

    
Tuer
*
 
eineTuer
 
=
 
fabrik
.
erzeugeTuer
(
r1
,
 
r2
);

    
einLabyrinth
->
fuegeRaumHinzu
(
r1
);

    
einLabyrinth
->
fuegeRaumHinzu
(
r2
);

    
r1
->
setSeite
(
Norden
,
 
fabrik
.
erzeugeWand
());

    
r1
->
setSeite
(
Osten
,
 
eineTuer
);

    
r1
->
setSeite
(
Sueden
,
 
fabrik
.
erzeugeWand
());

    
r1
->
setSeite
(
Westen
,
 
fabrik
.
erzeugeWand
());

    
r2
->
setSeite
(
Norden
,
 
fabrik
.
erzeugeWand
());

    
r2
->
setSeite
(
Osten
,
 
fabrik
.
erzeugeWand
());

    
r2
->
setSeite
(
Sueden
,
 
fabrik
.
erzeugeWand
());

    
r2
->
setSeite
(
Westen
,
 
eineTuer
);

    
return
 
einLabyrinth
;

  
}

};

int
 
main
()
 
{

  
LabyrinthSpiel
 
spiel
;

  
LabyrinthFabrik
 
fabrik
;

  
spiel
.
baueLabyrinth
(
fabrik
);

}

```

Die Programmausgabe ist ähnlich zu:
```
Labyrinth
::
fuegeRaumHinzu
 
0x18aeed0

Labyrinth
::
fuegeRaumHinzu
 
0x18aeef0

Raum
::
setSeite
 
0
 
0x18af340

Raum
::
setSeite
 
2
 
0x18aef10

Raum
::
setSeite
 
1
 
0x18af360

Raum
::
setSeite
 
3
 
0x18af380

Raum
::
setSeite
 
0
 
0x18af3a0

Raum
::
setSeite
 
2
 
0x18af3c0

Raum
::
setSeite
 
1
 
0x18af3e0

Raum
::
setSeite
 
3
 
0x18aef10

```

Es soll eine Spielesammlung per Software entwickelt werden. Die verwendeten Klassen sind dabei
1. Spielbrett (erstes abstraktes Produkt), auf das Spielfiguren platziert werden können und das beispielsweise eine Methode besitzt, um sich auf dem Bildschirm anzuzeigen. Konkrete, davon abgeleitete Produkte sind Schachbrett, Mühlebrett, Halmabrett etc.
2. Spielfigur (zweites abstraktes Produkt), die auf ein Spielbrett gesetzt werden kann. Konkrete, davon abgeleitete Produkte sind Hütchen, Schachfigur (der Einfachheit halber soll es hier nur einen Typ an Schachfiguren geben), Holzsteinchen etc.
3. Spielfabrik (abstrakte Fabrik), die Komponenten (Spielbrett, Spielfiguren) eines Gesellschaftsspiels erstellt. Konkrete, davon abgeleitete Fabriken sind beispielsweise Mühlefabrik, Damefabrik, Schachfabrik etc.

Ein Klient (z. B. eine Instanz einer Spieler- oder Spielleiter-Klasse) kann sich von der abstrakten Fabrik Spielfiguren bzw. ein Spielbrett erstellen lassen. Je nachdem, welches konkrete Spiel gespielt wird, liefert beispielsweise
- die Schachfabrik ein Schachbrett und Schachfiguren,
- die Damefabrik ebenfalls ein Schachbrett, aber Holzsteinchen,
- die Mühlefabrik ein Mühlebrett, aber ebenfalls Holzsteinchen.

### Programmierbeispiel in PHP
```
<?php

    
// abstraktes Produkt A

    
abstract
 
class
 
Spielbrett
 
{

        
abstract
 
function
 
aufstellen
();

    
}

    
// abstraktes Produkt B

    
abstract
 
class
 
Spielfigur
 
{

        
abstract
 
function
 
bewegen
();

    
}

    
// abstrakte Fabrik

    
abstract
 
class
 
Spielfabrik
 
{

        
abstract
 
function
 
SpielbrettErzeugen
();

        
abstract
 
function
 
SpielfigurErzeugen
();

    
}

    
// konkrete Fabrik 1

    
class
 
Dame
 
extends
 
Spielfabrik
 
{

        
public
 
function
 
SpielbrettErzeugen
()
 
{

            
return
 
new
 
Schachbrett
();

        
}

        
public
 
function
 
SpielfigurErzeugen
()
 
{

            
return
 
new
 
Damestein
();

        
}

    
}

    
// konkrete Fabrik 2

    
class
 
Schach
 
extends
 
Spielfabrik
 
{

        
public
 
function
 
SpielbrettErzeugen
()
 
{

            
return
 
new
 
Schachbrett
();

        
}

        
public
 
function
 
SpielfigurErzeugen
()
 
{

            
return
 
new
 
Schachfigur
();

        
}

    
}

    
// konkrete Fabrik 3

    
class
 
Muehle
 
extends
 
Spielfabrik
 
{

        
public
 
function
 
SpielbrettErzeugen
()
 
{

            
return
 
new
 
Muehlebrett
();

        
}

        
public
 
function
 
SpielfigurErzeugen
()
 
{

            
return
 
new
 
Damestein
();

        
}

    
}

    
class
 
Schachbrett
 
extends
 
Spielbrett
 
{

        
public
 
function
 
aufstellen
()
 
{

            
echo
 
"Schachbrett aufgestellt."
.
PHP_EOL
;

        
}

    
}

    
class
 
Muehlebrett
 
extends
 
Spielbrett
 
{

        
public
 
function
 
aufstellen
()
 
{

            
echo
 
"Mühle-Brett aufgestellt."
.
PHP_EOL
;

        
}

    
}

    
class
 
Damestein
 
extends
 
Spielfigur
 
{

        
public
 
function
 
bewegen
()
 
{

            
echo
 
"Damestein bewegt."
.
PHP_EOL
;

        
}

    
}

    
class
 
Schachfigur
 
extends
 
Spielfigur
 
{

        
public
 
function
 
bewegen
()
 
{

            
echo
 
"Schachfigur bewegt."
.
PHP_EOL
;

        
}

    
}

    
function
 
testeSpiel
(
Spielfabrik
 
$fabrik
)
 
{

        
$brett
 
=
 
$fabrik
->
SpielbrettErzeugen
();

        
$figur
 
=
 
$fabrik
->
SpielfigurErzeugen
();

        
$brett
->
aufstellen
();

        
$figur
->
bewegen
();

    
}

    

testeSpiel
(
new
 
Dame
());

testeSpiel
(
new
 
Muehle
());

testeSpiel
(
new
 
Schach
());

```

Ausgabe:
```
Schachbrett aufgestellt.
Damestein bewegt.
Mühle-Brett aufgestellt.
Damestein bewegt.
Schachbrett aufgestellt.
Schachfigur bewegt.
```

## Verwandte Entwurfsmuster
Die abstrakte Fabrik ist einfach eine mehrfache Anwendung der Fabrikmethode. Die abstrakte Fabrik kann daher eine ganze Produktfamilie austauschbar machen, während sich die Fabrikmethode nur auf ein Produkt bezieht.
Soll generell eine zusätzliche Hierarchie von Fabriken zu einer Hierarchie von Produkten vermieden werden, kann das Muster des Prototyps verwendet werden. Bei diesem Muster werden zur Erzeugung neuer Objekte prototypische Instanzen kopiert.